# بيتر أغسطس جاي
بيتر أغسطس جاي (بالإنجليزية: Peter A. Jay)‏ هو سياسي أمريكي، ولد في 24 يناير 1776 في الولايات المتحدة، وتوفي في 22 فبراير 1843 في نيويورك في الولايات المتحدة. حزبياً، نشط في الحزب الفيدرالي الأمريكي. وقد انتخب عضو جمعية ولاية نيويورك وانتخب Recorder of New York City ‏.